# 熙和门
熙和门是北京紫禁城外朝中路、太和门外西侧庑房正中。与协和门西东相对。
始建于明永乐十八年（1420年），初名右顺门。明嘉靖三十六年（1557年）四月因三大殿火灾被焚毁，次年重建。嘉靖四十一年（1562年）九月改名归极门。万历二十五年（1597年）六月再度烧毁，天启年间重建。顺治二年（1645年）五月改名为雍和门，乾隆元年（1736年）为避雍正皇帝讳而改为熙和门。清乾隆二十三年（1758年）第三次毁于火灾，同年十二月重建。
熙和门为屋宇式大门，西向，面阔5间，进深2间，黄琉璃瓦单檐歇山顶。明次间脊步大门三槽，各安朱红宫门2扇。梢间前后檐为坎墙槅扇窗，侧面开门。
熙和门是由西华门进入前朝的必经之路。
明代熙和门梢间曾为百官奏事之所。
熙和门南北两侧各有11间庑房，黄琉璃瓦顶，连檐通脊，前出廊，后为风火檐。清代北侧庑房为翻书房，南侧为起居注馆。

## 外部連結
- （页面存档备份，存于）
- （页面存档备份，存于）